# 朱應昌 (正德進士)
朱應昌（1491年—？），字時濟，浙江錢塘縣人，順天府大興縣（今北京市城內）匠籍，明朝政治人物。

## 生平
正德十四年（1519年）己卯科順天府鄉試第七十六名舉人。正德十六年（1521年）中式辛巳科會試第一百五十三名，登第二甲第六十一名進士。曾任山西蒲州知州。

## 家族
曾祖朱□；祖父朱亮；父朱璽，母胡氏。慈侍下。